# Gröna Jägarna
Gröna Jägarna ist eine zu Schweden gehörende Inselgruppe im Stockholmer Schärengarten.
Die Gruppe befindet sich südöstlich von Tynningö im Långholmsfjärden und gehört zur Gemeinde Vaxholm. Sie besteht aus den drei kleinen Inseln Kattholmen, Storholmen und Tumlaren, die sich in einer Reihe von West nach Ost hinziehen, wobei die Gesamtlänge der Reihe lediglich etwa 500 Meter beträgt. Die größte der Inseln, mit einer Länge von 130 Metern, ist Storholmen, gefolgt von Tumlaren. Alle drei Inseln sind mit insbesondere als Sommerhäusern genutzten Gebäuden bebaut. Der schwedische Name Gröna Jägarna bedeutet im Deutschen Grüne Jäger.
Südlich und nördlich der Inselgruppe verläuft die Schiffspassage von der Ostsee nach Stockholm.